# Sanacht
Sanacht (auch Hor Sanacht oder Nacht-Sa) ist der Horusname eines altägyptischen Königs (Pharao) der 3. Dynastie, der etwa zwischen 2690 und 2670 v. Chr. regierte.

## Belege

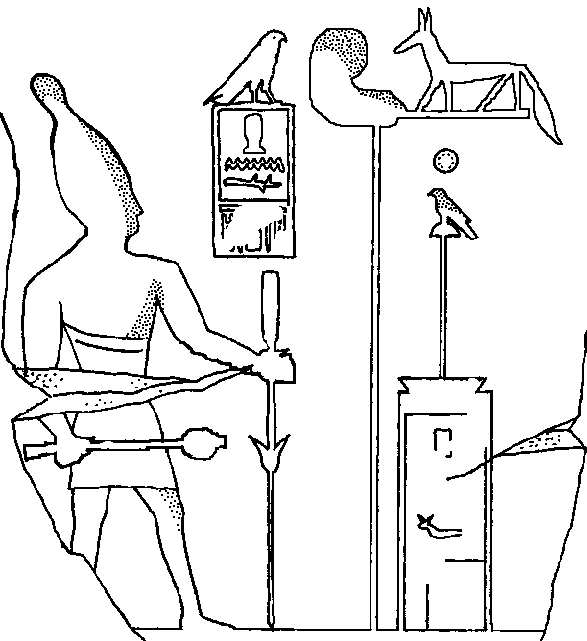
Südliches Relief des Sanacht

Sanachts Horusname ist durch zwei Felsbilder im Sinai (Wadi Maghara) sowie durch Siegelabdrücke aus dem Nordtempel des Komplexes der Djoser-Pyramide und aus der Mastaba K2 in Beit Khallaf belegt. Ergänzend kamen in neuerer Zeit Belege aus Elephantine hinzu.
Die beiden Felsenreliefs aus dem Wadi Maghara zeigen König Sanacht, das eine Mal mit der roten Krone des Nordens und das andere Mal mit der weißen Krone des Südens. Auf dem Relief, auf welchem Sanacht mit der weißen Krone des Südens zu sehen ist, steht er vor einem Schrein, der wahrscheinlich Horus von Hierakonpolis darstellt. Diese Abbildung ist bemerkenswert, da bislang im Wadi Maghara von keinem anderen König ein Relief mit einem Horus-Schrein belegt werden konnte. Der daraus gezogene Rückschluss, dass Sanacht ein entsprechendes Heiligtum im Wadi Maghara erbaute, ist zweifelhaft, da es dem „Herrn der Bergländer“ geweiht war. Daneben wird vereinzelt vermutet, dass Sanacht den dynastischen Schrein vom oberägyptischen Hierakonpolis aufsuchte, um von dort das göttliche Wohlwollen für die geplante Expedition in das Wadi Maghara zu erbitten.
Auf dem nördlichen Wadi-Maghara-Relief Sanachts ist dieser in der typischen Pose des „Erschlagens des Feindes“ abgebildet. Von der rechts außen des Felsfragments erhaltenen Beischrift ist folgender Ausschnitt erhalten: „Mefkat“ (mf.k3.t), das altägyptische Wort für Türkis. Das in der Inschrift enthaltene Wort gilt als einer der frühesten Nachweise bezüglich des Schmucksteins. Wie auch Djoser und Sechemchet führte Sanacht mindestens eine Expedition in das Wadi Maghara, um unter anderem den wertvollen Schmuckstein nach Ägypten zu importieren. Sanacht zeigt sich auf diesem Relief mit der roten Krone des Nordens.

## Regierungszeit
Die auf den bereits erwähnten Felsbildern aus dem Sinai belegten Expeditionen zur Vertreibung feindlicher Beduinen und die Beschaffung von Türkis sind die einzigen Berichte zeitgenössischer Ereignisse unter Sanacht. Ansonsten ist kaum etwas aus seiner Regierungszeit bekannt.

## Identifikation mit späteren Königsnamen

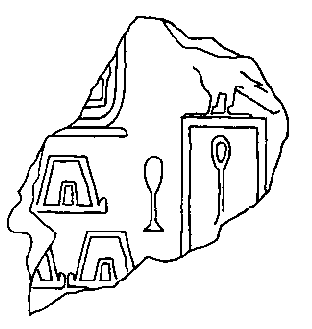
Tonsiegelfragment Sanachts (Mastaba K2 in Beit Khallaf)

Die moderne Forschung untersucht, ob Sanacht mit dem in ramessidischen Königslisten auftretenden Namen „Nebka“ gleichgesetzt werden kann. So sind Toby Wilkinson, Stephan Seidlmayer, Kenneth Anderson Kitchen und Rainer Stadelmann überzeugt, dass Sanacht mit dem Namen „Nebka“ identisch ist. Hintergrund der Annahme ist ein Tonsiegelfragment, auf dem der unterste Teil einer Kartusche erscheinen soll. In dieser Kartusche meinen Wilkinson, Seidlmayer und Stadelmann die Reste eines Ka-Symbols zu erkennen, weshalb sie den Namen zu „Nebka“ rekonstruieren. Dietrich Wildung favorisiert zwar ebenfalls eine Gleichsetzung von Nebka mit Sanacht, zweifelt jedoch die Aussagekraft des Tonsiegels an, da dieses zu stark beschädigt ist und die erhaltene Inschrift eine Lesung einer Kartusche mit dem Namen „Nebka“ nicht hergibt.
John D. Degreef, Nabil Swelim und Wolfgang Helck sprechen sich gegen eine Gleichsetzung von Nebka mit Sanacht aus. Sie verweisen ebenfalls auf das fragliche Tonsiegelfragment sowie auf den Umstand, dass der Name „Nebka“ auf keinem Monument und in keinem Dokument aus der Zeit vor Djoser erscheint. Nabil Swelim identifiziert Nebka mit dem Horusnamen Chaba.
Nabil Swelim identifiziert Sanacht mit dem in Manethos Chroniken erwähnten Herrscher Mesochris und betrachtet den Namen als Thronnamen von Sanacht. Er datiert ihn zwischen den siebten und achten König der 3. Dynastie und bringt Sanacht zudem mit dem Ziegelbau und der Umfassungsmauer von El Deir in Verbindung.
Jürgen von Beckerath, Wolfgang Helck, Dietrich Wildung und Peter Kaplony setzen den Horusnamen des Sanacht mit dem bislang ebenfalls nicht sicher zugeordneten Namen des Königs Sa gleich. Sie betrachten den Namen „Sa“ als eine Kurzform von „Sanacht“. Aus dieser Gleichsetzung heraus schlägt Wolfgang Helck vor, Sanacht mit dem Nisut-Biti-Namen Weneg gleichzusetzen. Weneg regierte allerdings während der 2. Dynastie, weshalb Helcks Vorschlag bislang auf Skepsis stößt.

## Grab
Das Grab des Sanacht gilt als verschollen. Eine Zeit lang wurde die Mastaba K2 in Beit Khallaf als Sanachts Grab in Erwägung gezogen, heute wird sie von einigen als Bestattungsort eines hohen Beamten, Prinzen oder einer Königin angesehen, obwohl die alte Theorie immer noch Befürworter hat. Grund der früheren Annahmen waren Funde von Knochenresten, die auf einen sehr großen Mann von etwa 1,90 m Körperlänge hinweisen, was an eine Anekdote des Historikers Manetho erinnert, der einen König namens Sesôchris als „drei Ellen hoch und fünf Spannen breit“ beschreibt. Wolfgang Helck weist Sanacht hingegen eine nicht fertiggestellte Anlage westlich der Djoser-Pyramide zu.

### Überblickswerke
- Jürgen von Beckerath: Handbuch der Ägyptischen Königsnamen (= Münchner ägyptologische Studien. Band 49). 2. verbesserte und erweiterte Auflage. von Zabern, Mainz 1999, ISBN 3-8053-2591-6.
- Thomas Schneider: Lexikon der Pharaonen. Albatros, Düsseldorf 2002, ISBN 3-491-96053-3, S. 167 & 243.

### Spezialliteratur
- Wolfgang Helck: Untersuchungen zu Manetho und den ägyptischen Königslisten (= Untersuchungen zur Geschichte und Altertumskunde Aegyptens. Band 18). Akademie-Verlag, Berlin 1956.
- Wolfgang Helck: Untersuchungen zur Thinitenzeit (= Ägyptologische Abhandlungen. Band 45). Harrassowitz, Wiesbaden 1987, ISBN 3-447-02677-4.
- Ilaria Incordino: Reign of Horus Sanakht: possible founder of the Third Dynasty. In: Francesco Raffaele, Massimiliano Nuzzolo and Ilaria Incordino (Herausgeber): Recent Discoveries and Latest Researches in Egyptology. Harrassowitz, Wiesbaden 2010, ISBN 978-3-447-06251-0, S. 145–155.
- Francesco M. Galassi, Maciej Henneberg, Wouter de Herder, Frank Rühli, Michael E. Habicht: Oldest case of gigantism? Assessment of the alleged remains of Sa-Nakht, king of ancient Egypt. In: Lancet Diabetes & Endocrinology. 2017, Band 5, Nr. 8, S. 580–581, doi:10.1016/S2213-8587(17)30171-7.
- Kenneth Anderson Kitchen: Ramesside Inscriptions, Translated and Annotated Notes and Comments. Band 2. Blackwell, Oxford 1999, ISBN 0-631-18435-X.
- Jean-Pierre Pätznik: Die Siegelabrollungen und Rollsiegel der Stadt Elephantine im 3. Jahrtausend vor Christus. Spurensicherung eines archäologischen Artefaktes (= BAR, International Series. Band 1339). Archaeopress, Oxford 2005, ISBN 1-84171-685-5 (Zugleich: Dissertation, Universität Heidelberg, 1999). S. 69–72 & 78 – 80.
- Stephan J. Seidlmayer: The Relative Chronology of Dynasty 3. In: Erik Hornung, Rolf Krauss, David A. Warburton (Hrsg.): Ancient Egyptian Chronology (= Handbook of Oriental studies. Section One. The Near and Middle East. Band 83). Brill, Leiden / Boston 2006, ISBN 90-04-11385-1, S. 116–123 (Online).
- Dietrich Wildung: Die Rolle ägyptischer Könige im Bewußtsein ihrer Nachwelt. Band 1: Posthume Quellen über die Könige der ersten vier Dynastien (= Münchner ägyptologische Studien. Band 17, ZDB-ID 500317-9). Hessling, Berlin 1969 (Zugleich: gekürzte Dissertation, Universität München, 1967).
- Toby A. H. Wilkinson: Early Dynastic Egypt. Strategies, Society and Security. Routledge, London u. a. 1999, ISBN 0-415-18633-1.